# Carrismyces proliferatus
Carrismyces proliferatus är en svampart som beskrevs av R.F. Castañeda & Heredia 2000. Carrismyces proliferatus ingår i släktet Carrismyces, divisionen sporsäcksvampar och riket svampar.   Inga underarter finns listade i Catalogue of Life.